# Shuangdong, Guangdong
Shuangdong (kinesiska: 双东)  är ett stadsdelsdistrikt i sydöstra Kina. Det ligger i Luoding i staden Yunfu i provinsen Guangdong, omkring 180 kilometer väster om provinshuvudstaden Guangzhou. Antalet invånare är 17 263. Befolkningen består av 8 724 kvinnor och 8 539 män. Barn under 15 år utgör 22,0 %, vuxna 15-64 år 67 %, och äldre över 65 år 9,0 %.